# Springfieldská základní škola
Springfieldská základní škola je místní škola v animovaném seriálu Simpsonovi, kterou navštěvují Bart a Líza Simpsonovi a většina ostatních springfieldských dětí. Učí se zde děti od mateřské školy až po šestou třídu. Springfieldská základní škola je hrubě podfinancovaná a trpí neschopností a apatií vedení, učitelů, zaměstnanců i žáků. V rámci seriálu je zobrazena jako satira na veřejně financované školy a školství ve Spojených státech, názorný příklad a parodie na to, jak dlouho se některé školy snaží překonat nedostatečné financování. 
Ředitelem školy je Seymour Skinner a školním inspektorem Gary Chalmers. Mezi učitele školy patří Edna Krabappelová, Elizabeth Hooverová, Dewey Largo, Brunella Pommelhorstová či Coach Krupt. Správcem školy je školník Willie, řidičem školního autobusu Otto Mann a kuchařkou ve školní jídelně Doris Petersonová. Edna Krabappelová byla učitelkou Barta Simpsona ve 4. třídě a od 23. řady také sousedkou Simpsonových kvůli sňatku s Nedem Flandersem až do své smrti ve 25. řadě. V díle Opuštěn se Flandersovo Leftorium zavírá, Flanders zůstává bez práce a vrací se na Springfieldskou základní školu, kde si najde novou práci jako nový učitel Barta Simpsona, a nahradí tak prázdné místo po své zesnulé druhé ženě Edně Krabappelové.
Škola se nachází na adrese 19 Plympton Street a kromě standardního vybavení obsahuje také tetherbally, bazén a azbestové stěny. V prvních výskytech má bílou barvu, v pozdějších řadách se její nátěr ustálil na oranžový. V prvních sériích budova školy také obsahovala zvonici. Školním maskotem je puma, školní fotbalový tým je tak znám jako Springfieldské pumy.
V roce 1994 bylo pojmenování nové, skutečné základní školy v Greenwoodu v Jižní Karolíně ponecháno na žácích a byl vybrán název Springfield Elementary. Školská rada o spojení se Simpsonovými nevěděla až do protestu jedné skupiny rodičů, kteří tvrdili, že postava Barta Simpsona je špatným vzorem. Název zůstal a škola byla otevřena v srpnu 1994.